# Śliżewo
Śliżewo (biał. Сліжова; ros. Слижово) – wieś na Białorusi, w obwodzie witebskim, w rejonie postawskim, w sielsowiecie Juńki.

## Historia
W czasach zaborów w granicach Imperium Rosyjskiego.
W dwudziestoleciu międzywojennym wieś leżała w Polsce, w województwie wileńskim, w powiecie duniłowickim (od 1926 postawskim), w gminie Mańkowicze (od 1927 gmina Hruzdowo).
Według Powszechnego Spisu Ludności z 1921 roku zamieszkiwało tu 75 osób, 51 było wyznania rzymskokatolickiego a 24 prawosławnego. Jednocześnie 31 mieszkańców zadeklarowało polską a 44 białoruską przynależność narodową. Było tu 18 budynków mieszkalnych. W 1931 w 15 domach zamieszkiwało 70 osób.
Miejscowość należała do parafii rzymskokatolickiej i prawosławnej w Hruzdowie. Podlegała pod Sąd Grodzki w Postawach i Okręgowy w Wilnie; właściwy urząd pocztowy mieścił się w Hruzdowie.
W 1938 roku wieś należała do gromady Kubarki gminy Hruzdowo.
Po agresji ZSRR na Polskę w 1939 roku wieś znalazła się w granicach BSRR. W latach 1941–1944 była pod okupacją niemiecką. Następnie leżała w BSRR. Od 1991 roku w Republice Białorusi.
We wsi urodził się bibliograf i bibliotekarz Aleksander Bohatkiewicz.